# Salford Community Stadium
Le Salford Community Stadium, anciennement AJ Bell Stadium est un stade de rugby de Barton-upon-Irwell, Eccles, Angleterre, qui jouxte Salford et Manchester. Il est le domicile des Salford City Reds, le club local de rugby à XIII , et des Sale Sharks, un club voisin de rugby à XV depuis 2012. Il remplace respectivement  The Willows (Salford) pour les "Red Devils", et Edgeley Park (Stockport) pour les "Sharks".
C'est un des stades qui ont été retenus pour les matchs de la coupe du monde de rugby à XIII  2013.
En septembre 2013, un contrat de neuf ans est passé entre la société AJ Bell et le club des Sale Sharks. Le stade est alors renommé AJ Bell Stadium. Au terme de la saison 2022-2023, le contrat arrive à échéance et le stade retrouve son ancien nom.

## Complexe
Le stade a une capacité initiale de 15 000 places dont 12 000 places assises, pouvant être étendue à 20 000 places .Il y a quatre tribunes, se référant aux quatre points cardinaux. La tribune ouest comprend les vestiaires, la zone de presse, et des salles de réception. Elle peut accueillir 4 500 spectateurs. Les tribunes nord et sud, situées à l'arrière des en-buts, sont identiques et peuvent recevoir 2 500 spectateurs chacune ; enfin la tribune est peut asseoir 2 500 spectateurs de plus. Enfin, des espaces sont prévus pour des spectateurs debout.
Les sièges des tribunes ouest et est sont rouges (couleur des Salford City Reds), les sièges des tribunes nord et sud sont bleues (couleur des Sale Sharks).
Le complexe comprend également les bureaux administratifs des clubs, une salle de préparation physique pour les athlètes, deux terrains communautaires et une salle de sport également ouverte au public.

## Évènements
Évènements continus :
- Les matchs de championnat d'Angleterre de rugby à XV, coupe d'Europe de rugby à XV, coupe anglo-galloise des Sale Sharks
- Les matchs de rugby à XIII (Super League) des Salford City Reds

Évènement ponctuels :
- Matchs internationaux de rugby à XIII ;   coupe du monde de rugby à XIII 2013
- Match de qualification pour le Championnat d'Europe de football féminin 2013 Angleterre - Pays-Bas